# مصنع الجثث الألماني

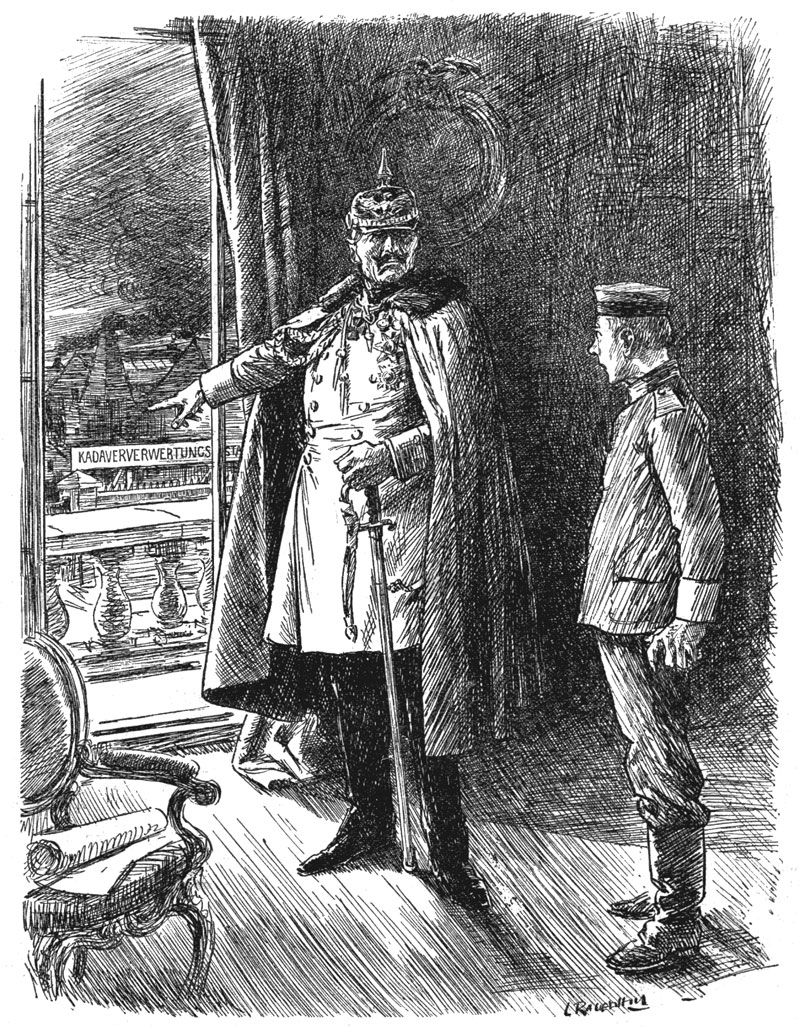
رسم كاريكاتوري للقيصر - عام 1917 (القيصر يخاطب المجند). "ولا تنس أن القيصر الخاص بك سيجد فائدة لك - حيا أو ميتا."

يعد مصنع الجثث الألماني، أو (Kadaververwertungsanstalt) (حرفيًا ‹‹مصنع استخدام الجثث››)، والذي يُسمّى أحيانًا ‹‹أعمال إذابة الجثث الألمانية›› أو ‹‹مصنع الشحم››، أحد قصص الدعاية الأسوأ سمعًة التي روّجها المناهضون لألمانيا وانتشرت في الحرب العالمية الأولى.
وفقًا للقصة، كان مصنع إذابة الجثث عبارة عن منشأة خاصة يُفترض أن الألمان هم من أداروها، ولأن الدهون كانت نادرة جدًا في ألمانيا بسبب الحصار البحري البريطاني، لجأوا إلى إذابة جثث ساحات المعارك الألمانية من أجل استخلاص الدهون، والتي كانت تستخدم في تصنيع النتروجليسرين، الشموع ومواد التشحيم، وحتى في تصنيع ضبان الحذاء. كان من المفترض أن يُشغّل المصنعDAVG - Deutsche Abfall-Verwertungs Gesellschaft (‹‹الشركة الألمانية لاستخدام المخلفات››) خلف الخطوط الأمامية.
وقد وصفها بيرس بريندون بأنها ‹‹القصة الوحشية الأكثر ترويعًا›› في الحرب العالمية الأولى، في حين وصفها فيليب نايتلي بأنها ‹‹قصة الوحشية الأكثر شهرة في الحرب››. بعد الحرب، صرّح جون تشارترس، رئيس الاستخبارات العسكرية البريطاني السابق، في أحد خطاباته أنه اختلق القصة لأهداف دعائية، وكان الهدف هدف الرئيسي هو دفع الصينيين على الانضمام إلى الحرب ضد ألمانيا. وقد انتشرت هذه الدعاية انتشارًا واسعًا في ثلاثينيات القرن الماضي كما هو مُعتقد، وكان النازيون يستخدمونها كجزء من دعايتهم المعادية لبريطانيا.
لا ينسب الباحثون المعاصرون هذه القصة إلى تشارترس. يقول مؤرخ الدعاية راندال مارلين: ‹‹يمكن إيجاد المصدر الحقيقي للقصة في صحف صحافة نورثكليف››، في إشارة إلى الصحف التي يملكها اللورد نورثكليف. افترض أدريان غريغوري أن القصة يعود أصلها إلى شائعات كانت متداولة لسنوات، ولم ‹‹يبتدعها›› أحد، وعبّر عن ذلك بقوله: ‹‹لم يكن مصنع إذابة الجثث دعاية شيطانية مُختلقة؛ بل كانت رواية شعبية، وهي ‹‹أسطورة حضرية››، وقد تداولها الناس قبل أن تتلقى أي إخطار رسمي››.

## لمحة تاريخية

### الشائعات والرسوم الكريكاتورية
يبدو أن الشائعات التي تفيد بأن الألمان استخدموا جثث جنودهم لاستحضار الدهون قد بدأ تداولها بحلول عام 1915. أشارت سينثيا أسكويث في مذكراتها في 16 يونيو 1915: ‹‹ناقشنا الشائعات بأن الألمان يستخدمون حتى جثثهم بتحويلهم إلى جليسيرين مع منتج ثانوي من الصابون››. ظهرت مثل هذه القصص أيضًا في الصحافة الأمريكية في عامي 1915 و1916. وتناولتها الصحافة الفرنسية في صحيفة لو جولوا في فبراير 1916.  نُشِر كتاب للرسوم الكريكاتورية من تأليف لويس رايميكرز في عام 1916. أحد الرسوم تصوّر جثث جنود ألمان تُحمّل على عربة في حزم مغلفة بدقة. كان هذا مصحوبًا بتعليق كتبه هوراس فاشيل: ‹‹أخبرني أحد كبار الكيميائيين أن ستة أرطال من الجليسيرين يمكن استخلاصها من جثة هون المُغذّى جيدًا ... أولئك البائسون، اُقتيدوا أحياء ليقاسوا الذبح المحتوم بلا هوادة. وأرسِلوا إلى الأفران العالية بلا رحمة. حُلَّت جثث مليون رجل إلى ستة ملايين رطل من الجليسرين››. أشار لاحقًا رسم كاريكاتوري رسمه بروس بيرنسفار إلى الشائعات التي تصوّر أحد عمال الذخائر الألمان ينظر إلى علبة من الغليسيرين ويقول: ‹‹واحسرتاه! أخي المسكين! ›› (محاكاة ساخرة لإعلان معروف لبوفريل).
بحلول عام 1917 كان البريطانيون وحلفاؤهم يأملون في إدخال الصين في الحرب ضد ألمانيا. في 26 فبراير 1917، نشرت صحيفة ‹‹أخبار شمال الصين اليومية›› الصادرة باللغة الإنجليزية قصة مفادها أن الرئيس الصيني فنغ غوزهانغ قد أصيب بالرعب من محاولات الأدميرال بول فون هنتزه لإثارة إعجابه عندما صرّح الأدميرال منتصرًا ‹‹ أنهم يستخرجون الغليسيرين من الجنود القتلى!››. اقتبست القصة صحف أخرى.
وفي كل هذه الحالات، سُرِدت القصة كإشاعة أو كقصة سُمِعت من أشخاص من المفترض أن يكونوا على دراية كاملة بالقصة. لم تُقدّم على أنها حقيقة موثّقة.

### مصنع الجثث
ظهرت أولى الروايات الحقيقية باللغة الإنجليزية عن مصنع الجثث الألماني في أعداد 17 أبريل 1917 لكل من صحيفة التايمز والديلي ميل (ويملك كلا الصحيفتين لورد نورثكليف في ذلك الوقت)، ونشرتها التايمز تحت عنوان ‹‹الألمان وموتاهم››. ذكرت المقدمة الافتتاحية أن الرواية وردت في جريدة لانديبيندانس بليج (l'Indépendance Belge) البلجيكية التي نُشِرت في إنجلترا، والتي تلقتها بدورها من صحيفة لا بيلجيك (La Belgique)، وهي صحيفة بلجيكية أخرى نُشِرت في ليدن في هولندا، وأضافت أنها ظهرت في بادئ الأمر في عدد 10 أبريل 1917 من صحيفة برلينر لوكال أنزيغر (Berliner Lokal-Anzeiger) الألمانية. عُرِضت قصة الجريدة الألمانية الأصلية كدليل على أن الألمان كانوا بالفعل يذيبون جثث جنودهم. ولم يُشر إلى أن الجثث هي جثث بشرية، ولكنّ الصحيفة البلجيكية أشارت إلى ذلك. كانت رواية الصحيفة الألمانية قصة قصيرة جدًا للمراسل كارل روزنر، فلم تتجاوز 59 كلمة، ووصفت الرائحة الكريهة الصادرة من مصنع إذابة ‹‹kadaver›› (الجثث). طالت الرواية البلجيكي إلى أكثر من 500 كلمة، وشرحت كلمة ‹‹kadaver›› كإشارة إلى الجثث البشرية.
وصفت القصة كيفية نقل الجثث بالسكك الحديدية إلى المصنع، الذي شُيِّدَ ‹‹عميقًا في غابات الريف›› ويحيط به سياج مُكهرب، وكيف أُذيبت الدهون التي عولجت بعد ذلك إلى الستيرين (شكل من اشكال الشحم). وصل بها الأمر إلى الادعاء بأن الستيرين كان يستخدم بعد ذلك في صنع الصابون، أو تصفيته إلى زيت ذو ‹‹لون بني مُصفر››. تُرجِم المقطع الذي يُفترض أنه يُشير بالاتهام في المقالة الألمانية الأصلية بالكلمات التالية:
نمر عبر إيفرجنيكورت. هناك رائحة ثقيلة في الهواء، وكأن الجير يحترق. إننا نمر من المؤسسة العظيمة لاستخدام الجثث (Kadaververwertungsanstalt) لهذه المجموعة العسكرية. تُحوّل الدهون الناتجة إلى زيوت تشحيم، وكل شيء آخر يُطحن في مطحنة العظام ليتحوّل إلى مسحوق يُستخدم ممزوجًا مع طعام الخنازير وكسماد أيضًا.
تَبِع المقالة نقاش في صفحات التايمز وغيرها من الصحف. ذكرت التايمز أنها تلقت عددًا من الرسائل ‹‹تشكّك في ترجمة الكلمة الألمانية (إذابة) ‹‹Kadaver››، وتشير إلى أنها لا تستخدم مع جثة الإنسان. فيما يتعلق بهذا الشأن، اتفقت أكثر المصادر موثوقية على استخدام الكلمة أيضًا مع جثث الحيوانات››. ووردت رسائل تؤكد القصة من المصادر البلجيكية والهولندية، ثم من رومانيا كذلك.
ذكرت صحيفة نيويورك تايمز في 20 أبريل أن جميع الصحف الفرنسية تؤيّد هذا المقال باستثناء باريس ميدي، التي آثرت الظن بأن الجثث المعنية هي جثث حيوانات وليست جثثًا بشرية.  التايمز نفسها لم تصدّق القصة، مشيرة إلى أنها ظهرت في أوائل أبريل وأن الصحف الألمانية تنخرط تقليديًا في ابتداع الأكاذيب في يوم كذبة أبريل، وأشارت أيضًا إلى أن تعبير ‹‹Kadaver›› لم يكن شائعًا في الاستخدام الألماني الحالي ليعني جثّة بشرية، وكانت كلمة ‹‹Leichnam›› تُستخدم بدلاً من ذلك. الاستثناء الوحيد هو أن الجثث كانت تستخدم في التشريح —جثث التشريح.
في 25 إبريل، طبعت مجلة بانتش (Punch) الأسبوعية البريطانية الفكاهية رسمًا كاريكاتوريًا بعنوان ‹‹Cannon-Fodder — and After››، والذي أظهر القيصر والمجندين الألمان. في إشارة إلى أحد النوافذ في أحد المصانع ذو المداخن النافثة للدخان وعليه علامة ‹‹Kadaververwertungs [anstalt]››، أي ‹‹مصنع ]استخدام الجثث[››، يخبر القيصر الشاب مُلمّحًا: ‹‹ولا تنس أن القيصر سيجد فائدة منك - حيًّا أو ميّتًا››.
في 30 أبريل، رُفعت القصة في مجلس العموم، ورفضت الحكومة تصديقها. أعلن اللورد روبرت سيسيل أنه ليس لديه معلومات سوى تلك التي أخذها من التقارير الصحفية. وأضاف قائلًا: ‹‹في ضوء الإجراءات الأخرى التي اتخذتها السلطات العسكرية الألمانية، لا يوجد شيء مدهش في التهمة الحالية الموجّهة إليهم››. ومع ذلك، قال إن الحكومة لا تتحمّل المسؤولية ولا النفقات لفتح تحقيق في المزاعم. في الأشهر التي تلت ذلك، أصبحت قصة Kadaververwertungsanstalt متداولة في جميع أنحاء العالم، ولكن لم تخرج عن إطار القصة التي طبعتها صحيفة التايمز. لم يظهر أي شهود عيان على الإطلاق، ولم تُضخّم القصة أو تُكبّر أبدًا.
مع ذلك، كان بعض الأفراد داخل الحكومة يأملون في استغلال القصة، وطُلِب من تشارلز ماسترمان، وهو مدير مكتب الدعاية للحرب في ويلينغتون هاوس، إعداد كتيّب قصير. مع ذلك، لم يُنشر الكتيّب أبدًا. ماسترمان وموجهه، رئيس الوزراء ديفيد لويد جورج، لم يأخذا القصة على محمل الجد. نَشرت، في عام 1917 تقريبًا، دار نشر اسمها دارلينج آند سون كتيّبًا مجهولًا غير مؤرّخ بعنوان ‹‹مصنع لتحويل الجثث››: نظرة خاطفة خلف الجبهات الألمانية.
بعد شهر، أعادت التايمز إحياء الشائعات بنشر أمر للجيش الألماني كان قد استولي عليه والذي أشار إلى مصنع الجثث. أصدره VsdOK، والذي فسرته التايمز على أنه Verordnungs-Stelle (‹‹قسم التعليمات››). ومع ذلك، أصرّ فرانكفورتر تسايتونج على أنه يرمز إلى Veterinar-Station (محطة بيطرية). وافقت وزارة الخارجية على أن الأمر يمكن أن يشير فقط إلى ‹‹جثث الخيول››.
اقترح بول فوسيل أيضًا أن هذا قد يكون خطأً بريطانيًا متعمّدًا في عبارة Kadaver Anstalt بناءً على أمر ألمانيا استولي عليه وهو أن جميع بقايا الحيوانات الموجودة تُرسل إلى منشأة تختزلها إلى شحم.